# توني كونلي
توني كونلي (بالإنجليزية: Tony Connelly)‏ هو كاتب وصحفي أيرلندي، ولد في 1964 في مقاطعة أنترم في المملكة المتحدة.